# Oxira subtincta
Oxira subtincta là một loài bướm đêm trong họ Noctuidae.